# Шайнович, Янош
Янош Шайнович (12 мая 1733, Тордаш – 4 мая 1785, Пешт) — венгерский лингвист и астроном, член орден иезуитов.

## Биография

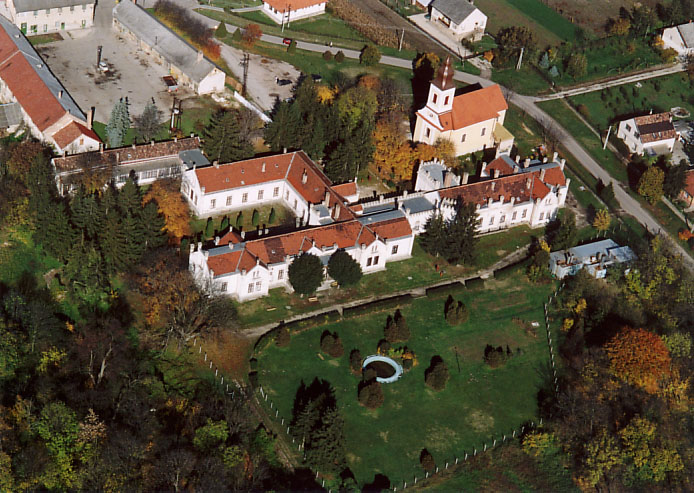
Дворец Шайновичей в Тордаше.

Янош Шайнович родился в Тордаше в центральной Венгрии в богатой дворянской семье местных землевладельцев. В 1748 году Шайнович был принят в орден иезуитов, после чего отказался от своего имущества в пользу родного брата Матьяша. При этом Шайнович увлекался точными науками и был учеником астронома и математика Максимилиана (Микши) Хелла (1720—1792), также иезуита. В 1768-1769 годах Хелл отправился для проведения астрономических наблюдений в Вардё в Лапландии и взял с собой Шайновича, который желал проверить гипотезу о родстве венгерского и саамского (лапландского) языков.
Результаты исследований Шайновича подтвердили первоначальную гипотезу. Его работа о связи саамского и венгерского языков «Demonstratio idioma Hungarorum et Lapporum idem esse» была опубликована на латыни в 1770 году. В наше время эта работа рассматривается, как прорыв в изучении уральских языков. В последующие годы монография Шайновича была переведена с латыни на немецкий, датский и другие европейские языки, но только в 1994 году была издана в переводе на венгерский. 
В дальнейшем идеи Шайновича были развиты Самуэлем Дьярмати. Помимо собственно изучения связей венгерского языка, работа Шайновича имела большое значение для развития всей сравнительной лингвистики.
Работы Шайновича ценились его современниками. Шайнович получил кафедру профессора в университета Буды, а в 1790 году Шайнович и Хелл были избраны членами Датской королевской академии наук и литературы (их исследования проводились в норвежской Лапландии, а Норвегия в тот момент входила в состав Дании).
Шайнович скончался в Пеште в 1785 году. В 2010 году его именем был назван астероид 114659 Шайнович.

## Дополнительная информация
- Уральские народы
- Почему финно-угорские народы почти исчезли